# Львівська обласна рада V демократичного скликання
Львівська обласна рада народних депутатів V демократичного скликання — представничий орган Львівської області у 2006—2010 роках.
Нижче наведено список депутатів Львівської обласної ради народних депутатів V демократичного скликання, обраних 26 березня 2006 року. Всього до Львівської обласної ради V демократичного скликання було обрано 120 осіб. Згідно з результатами виборів до облради потрапили представники зі списків таких політичних сил:
- «Наша Україна» — 44 депутати
- БЮТ — 41
- ВО «Свобода» — 10
- Український народний блок Костенка і Плюща — 10
- «Пора» — 9
- ПППУ — 6 депутатів

| Прізвище, ім'я, по-батькові         | Виборчий список                            | Посада | Партійність                               | Примітки  |
| ----------------------------------- | ------------------------------------------ | --- | ----------------------------------------- | --------- |
| Андрощук Олексій Володимирович      | Блок «Наша Україна»                        | Заступник директора технічного департаменту ТзОВ «Укренергоконсалдінх» | Народний Рух України                      |           |
| Бакай Михайло Михайлович            | Український Народний Блок Костенка і Плюща | Тимчасово не працював | Українська народна партія                 | Дообраний |
| Баляш Олег Григорович               | «Блок Юлії Тимошенко»                      | Директор ТзОВ «Актіон Україна» | Всеукраїнське об'єднання «Батьківщина»    |           |
| Баран Василь Степанович             | «Блок Юлії Тимошенко»                      | Директор Перемишлянського центру зайнятості | Всеукраїнське об'єднання «Батьківщина»    |           |
| Барбара Михайло Михайлович          | «Блок Юлії Тимошенко»                      | Викладач історії Новояворівського ліцею | позапартійний                             |           |
| Батенко Тарас Іванович              | Блок «Наша Україна»                        | Заступник голови Львівської обласної державної адміністрації; радник міського голови міста Львова                                                                                             | Народний Союз «Наша Україна»              |           |
| Бермес Зеновій Миколайович          | «Блок Юлії Тимошенко»                      | Президент Асоціації роботодавців Львівської області | позапартійний                             | Дообраний |
| Бігун Василь Васильович             | «Блок Юлії Тимошенко»                      | Директор виробничо-транспортної філії ЗАТ «Інтертранс» | Українська соціал-демократична партія     |           |
| Білак Іван Іванович                 | «Блок Юлії Тимошенко»                      | Генеральний директор приватної фірми «Білаки» Самбірського району; голова Самбірської районної державної адміністрації                                                                        | Всеукраїнське об'єднання «Батьківщина»    |           |
| Блавацький Михайло Васильович       | Всеукраїнське об'єднання «Свобода»         | Комерційний директор ТзОВ «Альтенерго» | Всеукраїнське об'єднання «Свобода»        | Дообраний |
| Бондаренко Ростислав Володимирович  | Громадянська партія «Пора»                 | Заступник директора ТзОВ «Компанія-Автомат» | Громадянська партія «Пора»                |           |
| Брунець Григорій Дмитрович          | «Блок Юлії Тимошенко»                      | Генеральний директор ТзОВ «Промислова група «Карпати» | Всеукраїнське об'єднання «Батьківщина»    |           |
| Буба Євген Іванович                 | «Блок Юлії Тимошенко»                      | Директор малого підприємства «Руно» | Всеукраїнське об'єднання «Батьківщина»    |           |
| Буца Богдан Еманоїлович             | Блок «Наша Україна»                        | Міністр Кабінету Міністрів України; радник Президента України | Народний Союз «Наша Україна»              |           |
| Ваврин Михайло Васильович           | «Блок Юлії Тимошенко»                      | Пенсіонер МВС, завідувач відділу координації діяльності правоохоронних органів | Всеукраїнське об'єднання «Батьківщина»    |           |
| Васюник Ігор Васильович             | Блок «Наша Україна»                        | Заступник голови правління НАК «Нафтогаз України»; голова спостережної ради «Укркорпінвест»                                                                                                   | позапартійний                             |           |
| Візняк Юрій Ярославович             | Український Народний Блок Костенка і Плюща | Помічник-консультант народного депутата України; голова Мостиської районної державної адміністрації                                                                                           | Українська народна партія                 |           |
| Вовк Михайло Федорович              | Блок «Наша Україна»                        | Голова Буської районної державної адміністрації | Конгрес українських націоналістів         |           |
| Ганущин Олександр Олександрович     | Блок «Наша Україна»                        | Керівник апарату Львівської обласної державної адміністрації | Народний Рух України                      |           |
| Гичка Михайло Михайлович            | Партія промисловців і підприємців України  | Головний лікар Львівського обласного клінічного діагностичного центру | позапартійний                             |           |
| Глова Ярослав Володимирович         | Український Народний Блок Костенка і Плюща | Керівник апарату Буської районної ради; заступник керівника апарату Буської районної державної адміністрації                                                                                  | Українська народна партія                 |           |
| Гнатишин Володимир Ярославович      | Український Народний Блок Костенка і Плюща | Директор ТзОВ «Флора» | Українська народна партія                 | Дообраний |
| Говірко Володимир Іванович          | Всеукраїнське об'єднання «Свобода»         | Голова правління об'єднання підприємств асоціація «Трускавець курорт сервіс» | позапартійний                             |           |
| Горинь Микола Миколайович           | Блок «Наша Україна»                        | Пенсіонер; заступник голови Львівської обласної ради | Народний Рух України                      |           |
| Городиський Андрій Андрійович       | Блок «Наша Україна»                        | Голова правління ТзОВ «Самбірська птахофабрика» | Конгрес українських націоналістів         |           |
| Грибальський Ярослав Володимирович  | «Блок Юлії Тимошенко»                      | Голова правління Львівського обласного відділення Українського фонду «Реабілітація інвалідів»                                                                                                 | позапартійний                             |           |
| Грушецький Петро Ярославович        | Блок «Наша Україна»                        | Директор Львівської філії ВАТ Банк «Біг Енергія» | Конгрес українських націоналістів         |           |
| Гудима Олександр Миколайович        | Український Народний Блок Костенка і Плюща | Народний депутат України | Українська народна партія                 | Вибув     |
| Давидович Микола Іванович           | Блок «Наша Україна»                        | Голова правління ЗАТ «Проммонтаж БУ-27» | Християнсько-Демократичний Союз           |           |
| Давидяк Степан Іванович             | «Блок Юлії Тимошенко»                      | Президент ТзОВ «Юліос»; голова правління ВАТ «Львівський локомотиворемонтний завод» | Всеукраїнське об'єднання «Батьківщина»    |           |
| Данькевич Степан Михайлович         | «Блок Юлії Тимошенко»                      | Директор Радехівського лісового господарства | Всеукраїнське об'єднання «Батьківщина»    |           |
| Дейнека Анатолій Михайлович         | Блок «Наша Україна»                        | Начальник Львівського обласного управління лісового господарства | Народний Союз «Наша Україна»              |           |
| Денькович Іван Васильович           | «Блок Юлії Тимошенко»                      | Директор загальноосвітньої школи № 18 ІІ-ІІІ ступеня міста Львова, голова Львівської обласної організації Всеукраїнського об'єднання «Батьківщина»; заступник голови Львівської обласної ради | Всеукраїнське об'єднання «Батьківщина»    | Вибув     |
| Держко Ігор Зеновійович             | «Блок Юлії Тимошенко»                      | Заступник голови Львівської обласної ради IV скликання | Всеукраїнське об'єднання «Батьківщина»    |           |
| Дзюдзь Михайло Семенович            | Партія промисловців і підприємців України  | Начальник Управління державної служби охорони в Львівській області | позапартійний                             |           |
| Дідусь Роман Іванович               | Блок «Наша Україна»                        | Начальник ГПУ «Львівгазвидобування»; заступник начальника ГПУ «Львівгазвидобування» | Конгрес українських націоналістів         |           |
| Доскіч Віктор Михайлович            | Громадянська партія «Пора»                 | Заступник голови правління ВАТ «Полонина» | Громадянська партія «Пора»                |           |
| Дубневич Ярослав Васильович         | «Блок Юлії Тимошенко»                      | Президент ТзОВ «Корпорація Колійні Ремонтні Технології» | Всеукраїнське об'єднання «Батьківщина»    |           |
| Дудич Роман Іванович                | Партія промисловців і підприємців України  | Директор державного підприємства «Львівське лісове господарство» | Партія промисловців і підприємців України |           |
| Завійський Леонід Михайлович        | «Блок Юлії Тимошенко»                      | Заступник начальника з економічних питань Служби доріг Львівської області; директор державного підприємства «Львівський дорожній сервіс»                                                      | Українська соціал-демократична партія     |           |
| Задорожний Михайло Леонович         | «Блок Юлії Тимошенко»                      | Голова правління Дрогобицької райспоживспілки | Всеукраїнське об'єднання «Батьківщина»    |           |
| Захарчишин Лев Леонідович           | Громадянська партія «Пора»                 | Директор спільного підприємства ТзОВ «Євролекс»; заступник голови Львівської обласної ради | Громадянська партія «Пора»                |           |
| Ілик Роман Романович                | «Блок Юлії Тимошенко»                      | Асистент кафедри ортопедичної стоматології Львівського національного медичного університету імені Данила Галицького                                                                           | Всеукраїнське об'єднання «Батьківщина»    |           |
| Кайда Олексій Петрович              | Всеукраїнське об'єднання «Свобода»         | Заступник директора ПП «Легаліс» | Всеукраїнське об'єднання «Свобода»        | Вибув     |
| Калинюк Валерій Анатолійович        | Блок «Наша Україна»                        | Директор ТзОВ «Тор-Плюс»; пенсіонер | Народний Союз «Наша Україна»              |           |
| Керницький Тарас Любомирович        | Блок «Наша Україна»                        | Президент ТзОВ «Укренерго» | Народний Союз «Наша Україна»              |           |
| Коваль Михайло Васильович           | Український Народний Блок Костенка і Плюща | Голова ради директорів Корпорації «Інститут українського бізнесу» | Українська народна партія                 |           |
| Ковальчук Сергій Миколайович        | «Блок Юлії Тимошенко»                      | Генеральний директор ТзОВ «Укрпол» | Всеукраїнське об'єднання «Батьківщина»    | Дообраний |
| Кожан Володимир Дмитрович           | Блок «Наша Україна»                        | Генеральний директор ТзОВ «Краківський ринок» | Християнсько-Демократичний Союз           |           |
| Козак Богдан Романович              | Український Народний Блок Костенка і Плюща | Генеральний директор ТзОВ Торговельно-виробнича компанія «Львівхолод» | Українська народна партія                 |           |
| Козак Людмила Володимирівна         | «Блок Юлії Тимошенко»                      | Пенсіонер; заступник голови Львівської обласної організації "Батьківщина» | Всеукраїнське об'єднання «Батьківщина»    |           |
| Козак Остап Миколайович             | «Блок Юлії Тимошенко»                      | Помічник-консультант народного депутата України | Всеукраїнське об'єднання «Батьківщина»    |           |
| Колодій Петро Несторович            | Всеукраїнське об'єднання «Свобода»         | Помічник-консультант народного депутата України | позапартійний                             |           |
| Колошко Володимир Олексійович       | Громадянська партія «Пора»                 | Директор ТзОВ «Вальво» | Громадянська партія «Пора»                |           |
| Колтик Тарас Іванович               | Блок «Наша Україна»                        | Генеральний директор ТзОВ «ТІК ЛТД» | Народний Союз «Наша Україна»              |           |
| Комарницький Ігор Михайлович        | «Блок Юлії Тимошенко»                      | Заступник директора ТзОВ «Архібуд» | Всеукраїнське об'єднання «Батьківщина»    |           |
| Коржинський Ярослав Васильович      | Блок «Наша Україна»                        | Пенсіонер | Народний Рух України                      |           |
| Короташ Ігор Степанович             | «Блок Юлії Тимошенко»                      | Головний лікар Жулинської ФАП | Всеукраїнське об'єднання «Батьківщина»    |           |
| Костюк Мирослава Миколаївна         | Блок «Наша Україна»                        | Президент Львівської обласної благодійної організації «Християнське милосердя»; заступник голови Радехівської районної державної адміністрації                                                | Християнсько-Демократичний Союз           |           |
| Кравченко Ярослав Охрімович         | Всеукраїнське об'єднання «Свобода»         | Професор кафедри історії теорії мистецтв Львівської Національної академії мистецтв | Всеукраїнське об'єднання «Свобода»        |           |
| Креховецький Володимир Віталійович  | Український Народний Блок Костенка і Плюща | Помічник-консультант народного депутата України | Українська народна партія                 |           |
| Кристиняк Олег Романович            | Громадянська партія «Пора»                 | Підприємець ПП Кристиняк О.Р. | Громадянська партія «Пора»                |           |
| Кубів Степан Іванович               | Блок «Наша Україна»                        | Голова правління АТ «Кредобанк» | Позапартійний                             |           |
| Кузьмич Роман Павлович              | «Блок Юлії Тимошенко»                      | Пенсіонер | Українська соціал-демократична партія     |           |
| Кук Богдан Богданович               | Громадянська партія «Пора»                 | Підприємець ТзОВ «Звір» | Громадянська партія «Пора»                |           |
| Куп'як Іван Петрович                | Блок «Наша Україна»                        | Заступник начальника Мостиської митниці | Конгрес українських націоналістів         |           |
| Курпіль Степан Володимирович        | «Блок Юлії Тимошенко»                      | Голова правління ЗАТ «Видавничий дім «Високий замок» | позапартійний                             | Вибув     |
| Лаврецька Наталя Вікторівна         | «Блок Юлії Тимошенко»                      | Провідний спеціаліст Головного управління економіки Львівської обласної державної адміністрації                                                                                               | Всеукраїнське об'єднання «Батьківщина»    |           |
| Левицький Валерій Володимирович     | Блок «Наша Україна»                        | Генеральний директор ВАТ «Дрогобицький завод автомобільних кранів» | Народний Рух України                      |           |
| Лемішко Олександр Богданович        | Блок «Наша Україна»                        | Головний лікар Львівської обласної клінічної лікарні | Народний Рух України                      |           |
| Макар Олег Євстахійович             | Блок «Наша Україна»                        | Юрист Чернявського споживчого товариства; перший заступник голови Мостиської районної державної адміністрації                                                                                 | Народний Союз «Наша Україна»              | Дообраний |
| Максимів Ігор Ярославович           | «Блок Юлії Тимошенко»                      | Начальник відділення Самбірської філії АКІБ «Укрсиббанк» | Всеукраїнське об'єднання «Батьківщина»    | Вибув     |
| Малетич Петро Миколайович           | «Блок Юлії Тимошенко»                      | Інженер Мостиської митниці | позапартійний                             |           |
| Малех Петро Іванович                | «Блок Юлії Тимошенко»                      | Президент ЗАТ «Львів-Петроль» | Всеукраїнське об'єднання «Батьківщина»    |           |
| Малярчук Дем'ян Миколайович         | Громадянська партія «Пора»                 | Директор ЗАТ СП «Погар Інтернешнл» | Громадянська партія «Пора»                | Дообраний |
| Мандюк Олег Семенович               | Блок «Наша Україна»                        | Голова правління Асоціації «Новий світ» | Народний Союз «Наша Україна»              |           |
| Матвіїшин Володимир Євгенович       | Блок «Наша Україна»                        | Виконувач обов'язків голови правління ВАТ «Львівобленерго» | Народний Рух України                      |           |
| Мельник Леонід Іванович             | Блок «Наша Україна»                        | Радник голови правління ВАТ «Львівобленерго»; заступник директора філії магістрального нафтопроводу «Дружба» ВАТ «Укртранснафта»                                                              | Народний Рух України                      |           |
| Микуш Андрій Володимирович          | Блок «Наша Україна»                        | Директор ТзОВ «ВКФ Гурт» | Конгрес українських націоналістів         |           |
| Моравецький Юрій Васильович         | Громадянська партія «Пора»                 | Директор ПП «Світлиця» | Громадянська партія «Пора»                |           |
| Москалюк Олександр Вікторович       | Всеукраїнське об'єднання «Свобода»         | Юрист-консультант ТзОВ Телерадіоорганізіція «Мультимедіа сервіс» | позапартійний                             |           |
| Мохнацький Олег Михайлович          | «Блок Юлії Тимошенко»                      | Директор середньої загальносовітньої школи № 18 міста Львова | Всеукраїнське об'єднання «Батьківщина»    | Дообраний |
| Немчінов Олег Миколайович           | Український Народний Блок Костенка і Плюща | Помічник-консультант народного депутата України; начальник головного управління промисловості та розвитку інфраструктури Львівської обласної державної адміністрації                          | Українська народна партія                 |           |
| Новоженець Ростислав Павлович       | «Блок Юлії Тимошенко»                      | Голова Яворівської районної державної адміністрації; голова Львівської обласної організації Української республіканської партії Левка Лук'яненка                                              | позапартійний                             |           |
| Олійник Петро Михайлович            | Блок «Наша Україна»                        | Голова Львівської обласної державної адміністрації | Народний Союз «Наша Україна»              |           |
| Ортинський Володимир Львович        | Партія промисловців і підприємців України  | Ректор Львівського державного університету внутрішніх справ України | позапартійний                             |           |
| Охріменко Леонід Володимирович      | «Блок Юлії Тимошенко»                      | Начальник відділу освіти Самбірської районної державної адміністрації | Всеукраїнське об'єднання «Батьківщина»    |           |
| Павелко Євген Михайлович            | «Блок Юлії Тимошенко»                      | Головний лікар Старосамбірської районної лікарні; пенсіонер | Всеукраїнське об'єднання «Батьківщина»    |           |
| Пазиняк Василь Степанович           | Блок «Наша Україна»                        | Асистент кафедри дитячої хірургії Львівського національного медичного університету імені Данила Галицького                                                                                    | Народний Союз «Наша Україна»              |           |
| Панькевич Олег Ігорович             | Всеукраїнське об'єднання «Свобода»         | Голова Бродівської районної державної адміністрації; директор дочірнього підприємства | Всеукраїнське об'єднання «Свобода»        |           |
| Парубій Андрій Володимирович        | Блок «Наша Україна»                        | Заступник голови Львівської обласної ради IV скликання | Народний Союз «Наша Україна»              | Вибув     |
| Паска Олег Володимирович            | Блок «Наша Україна»                        | Голова Старосамбірської районної ради; голова Перемишлянської районної державної адміністрації                                                                                                | Народний Союз «Наша Україна»              |           |
| Пилипенко Пилип Данилович           | Всеукраїнське об'єднання «Свобода»         | Завідувач кафедри трудового права Львівського національного університету імені Івана Франка                                                                                                   | позапартійний                             |           |
| Пітко Ярослав Михайлович            | Блок «Наша Україна»                        | Заступник голови Львівської обласної державної адміністрації; голова Львівської крайової організації Народного Руху України, голова Львівської обласної організації товариства «Просвіта»     | Народний Рух України                      |           |
| Подляшецька Емілія Володимирівна    | Блок «Наша Україна»                        | Заступник керівника апарату — начальник організаційного відділу Львівської обласної державної адміністрації                                                                                   | Народний Союз «Наша Україна»              |           |
| Пшевлоцький Микола Іванович         | Блок «Наша Україна»                        | Начальник Львівського обласного головного управління земельних ресурсів | Конгрес українських націоналістів         |           |
| Різенко Сергій Анатолійович         | «Блок Юлії Тимошенко»                      | Директор з економічних питань ВАТ «Львівобленерго» | Українська соціал-демократична партія     |           |
| Рожнятовський Андрій Миколайович    | Громадянська партія «Пора»                 | Голова виконкому Львівської обласної організації Громадянської партії «Пора»; начальник управління у справах сім'ї та молоді Львівської обласної державної адміністрації                      | Громадянська партія «Пора»                |           |
| Рудавський Юрій Кирилович           | Блок «Наша Україна»                        | Ректор Національного університету «Львівська політехніка» | Народний Союз «Наша Україна»              | Вибув     |
| Рудницький Іван Іванович            | Блок «Наша Україна»                        | Голова Ради самоорганізації населення Сихівського житлового масиву міста Львова | Народний Рух України                      |           |
| Рущишин Ярослав Іванович            | Блок «Наша Україна»                        | Директор ВАТ «Троттола» | Народний Союз «Наша Україна»              |           |
| Семен Василь Миколайович            | «Блок Юлії Тимошенко»                      | Приватний підприємець | Всеукраїнське об'єднання «Батьківщина»    |           |
| Сендак Михайло Дмитрович            | «Блок Юлії Тимошенко»                      | Голова Львівської обласної ради IV скликання; радник Президента України | позапартійний                             |           |
| Сеник Мирослав Петрович             | Блок «Наша Україна»                        | 1-й заступник голови Львівської обласної державної адміністрації; Голова Львівської обласної ради                                                                                             | Народний Союз «Наша Україна»              |           |
| Сенишин Ігор Андрійович             | «Блок Юлії Тимошенко»                      | Начальник транспортно-експедиційного відділу ЗАТ «Інтертранс» | Всеукраїнське об'єднання «Батьківщина»    |           |
| Сех Ірина Ігорівна                  | Всеукраїнське об'єднання «Свобода»         | Помічник-консультант народного депутата України; приватний підприємець | Всеукраїнське об'єднання «Свобода»        |           |
| Сипливий Микола Данилович           | «Блок Юлії Тимошенко»                      | Менеджер фірми «Сігма» | Всеукраїнське об'єднання «Батьківщина»    |           |
| Сколоздра Роман Васильович          | Блок «Наша Україна»                        | Директор Крупської загальноосвітньої школи I-II ступеня | Народний Рух України                      |           |
| Старовойт Олександр Миколайович     | Блок «Наша Україна»                        | Керівник ідеологічного відділу виконавчого комітету Львівської обласної організації політичної партії Народний Союз «Наша Україна»                                                            | Народний Союз «Наша Україна»              |           |
| Стецькович Іван Іванович            | «Блок Юлії Тимошенко»                      | Заступник голови Яворівської районної державної адміністрації | Всеукраїнське об'єднання «Батьківщина»    |           |
| Сухинюк Анатолій Євгенович          | «Блок Юлії Тимошенко»                      | Генеральний директор Промислової групи «Антикорбудсервіс» | Всеукраїнське об'єднання «Батьківщина»    |           |
| Сухін Євген Ілліч                   | Партія промисловців і підприємців України  | Генеральний директор СКБ Євгена Сухіна | Партія промисловців і підприємців України | Вибув     |
| Сухоцька Христина Степанівна        | Громадянська партія «Пора»                 | Студентка Львівського національного університету імені Івана Франка | Громадянська партія «Пора»                | Вибула    |
| Тринька Володимир Іванович          | «Блок Юлії Тимошенко»                      | Директор Національної акціонерної страхової компанії «Оранта» | Всеукраїнське об'єднання «Батьківщина»    |           |
| Турчин Богдан Данилович             | Партія промисловців і підприємців України  | Президент Асоціації підприємств «М-99», міста Мостиська | Партія промисловців і підприємців України |           |
| Тягнибок Олег Ярославович           | Всеукраїнське об'єднання «Свобода»         | Народний депутат України; голова Всеукраїнського об'єднання «Свобода» | Всеукраїнське об'єднання «Свобода»        |           |
| Фаріон Ірина Дмитрівна              | Всеукраїнське об'єднання «Свобода»         | Доцент кафедри української мови та прикладної лінгвістики Національного університету «Львівська політехніка»                                                                                  | Всеукраїнське об'єднання «Свобода»        |           |
| Федак Тарас Васильович              | Блок «Наша Україна»                        | Заступник голови Львівської обласної державної адміністрації | Християнсько-Демократичний Союз           |           |
| Федоришин Остап Васильович          | «Блок Юлії Тимошенко»                      | Директор театру «Не журись» | позапартійний                             |           |
| Федорів Лариса Йосипівна            | Український Народний Блок Костенка і Плюща | Головний редактор видавництва «Червона калина» | Українська народна партія                 |           |
| Хвойницький Михайло Григорович      | Блок «Наша Україна»                        | Директор телекомпанії «Львів-ТБ» | Народний Союз «Наша Україна»              |           |
| Христинич Марія Іванівна            | Блок «Наша Україна»                        | Заступник голови Сокальської районної державної адміністрації | Народний Союз «Наша Україна»              |           |
| Хром'як Йосип Якович                | «Блок Юлії Тимошенко»                      | Ректор Інституту підприємництва та перспективних технологій при Національному університеті «Львівська політехніка»                                                                            | Всеукраїнське об'єднання «Батьківщина»    |           |
| Чемерис Михайло Іванович            | Блок «Наша Україна»                        | Директор ВАТ «Калина» | Народний Союз «Наша Україна»              |           |
| Шептицький Зеновій Стахович         | «Блок Юлії Тимошенко»                      | Начальник управління газового господарства Золочівського газового управління «ВАТ Львівгаз»                                                                                                   | Всеукраїнське об'єднання «Батьківщина»    |           |
| Шперун Всеволод Михайлович          | Блок «Наша Україна»                        | Заступник голови правління НАК «Нафтогаз України»; заступник генерального директора з науки і техніки компанії «Енергоконтакт»                                                                | позапартійний                             |           |
| Шуркало Володимир Васильович        | Український Народний Блок Костенка і Плюща | Заступник голови Пустомитівської районної державної адміністрації | Українська народна партія                 |           |
| Юрків Галина Михайлівна             | Український Народний Блок Костенка і Плюща | Директор середньої загальноосвітньої школи № 3 міста Стрия | Українська народна партія                 | Вибула    |
| Яворівський Святослав Володимирович | Блок «Наша Україна»                        | Пенсіонер | Народний Рух України                      | Дообраний |
| Ярема Ігор Іванович                 | Партія промисловців і підприємців України  | Директор державного підприємства «Самбірський лісгосп» | Партія промисловців і підприємців України | Дообраний |

На 1-й сесії, 28 квітня 2006 року, головою Львівської обласної ради V демократичного скликання обраний Сеник Мирослав Петрович. 12 травня 2006 року заступниками голови Львівської обласної ради V демократичного скликання обрані Горинь Микола Миколайович, Захарчишин Лев Леонідович, Денькович Іван Васильович. У 2008 році замість Івана Деньковича заступником голови Львівської обласної ради обрана Козак Людмила Володимирівна. 25 листопада 2008 року звільнені від обов'язків заступників голови Львівської обласної ради Микола Горинь і Лев Захарчишин, а 23 червня 2009 року — Людмила Козак. 15 вересня 2009 року заступниками голови Львівської обласної ради V демократичного скликання обрані Ілик Роман Романович та Колодій Петро Несторович.
Діяли вісім фракцій:
- Фракція Народного Руху України
- Фракція Всеукраїнського об'єднання «Свобода»
- Фракція «Блоку Юлії Тимошенко»
- Фракція політичної партії "Народний союз «Наша Україна»
- Фракція Громадянської партії «Пора»
- Фракція Української Народної партії
- Фракція Конгресу українських націоналістів «Національний вибір»
- Фракція Партії промисловців і підприємців України
- Фракція партії Християнсько-Демократичний Союз

Позафракційних депутатів немає.
Створено вісімнадцять постійних комісій:
- комісія з питань бюджету та соціально-економічного розвитку;
- комісія з питань комунального майна та приватизації;
- комісія з питань розвитку підприємництва, торгівлі та регуляторної політики;
- комісія з питань промисловості, будівельної індустрії, комунікацій та енергоефективності;
- комісія з питань планування території, містобудування, архітектури та житлово-комунального господарства;
- комісія з питань паливно-енергетичного комплексу;
- комісія з питань інвестиційної діяльності та транскордонного співробітництва;
- комісія з питань розвитку села та АПК;
- комісія з питань використання земель та регулювання земельних відносин;
- комісія з питань екології, природних ресурсів та рекреації;
- комісія з питань місцевого самоврядування та адміністративно-територіального устрою;
- комісія з питань депутатської діяльності, етики та регламенту;
- комісія з питань законності, дотримання прав людини та військових проблем;
- комісія з питань охорони здоров'я, материнства та соціального захисту;
- комісія з питань молоді та спорту;
- комісія з питань культури, духовного відродження, засобів масової інформації та туризму;
- комісія з питань освіти та науки;
- комісія з питань зв'язків з українцями за кордоном.